# Коццарелли, Джакомо
Джакомо Коццарелли, также Якопо или Якопо Коццарелло (итал. Giacomo Cozzarelli, Iacopo, Jacopo Cozzarello; 20 ноября 1453, Сиена —23 марта 1515, Сиена) — итальянский архитектор, скульптор, живописец, литейщик и чеканщик бронзы.

## Биография
Джакомо Коццарелли родился в Сиене в семье Бартоломео ди Марко, был братом Баттисты Коццарелли и двоюродным братом Гвидоччо Коццарелли, также художников.
В 1470 году Джакомо работал литейщиком по бронзе вместе с Антонио Федериги, помогая ему в возведении перекрытия Капеллы ди Пьяцца в Палаццо Пубблико на Пьяцца дель Кампо в Сиене. Он был тесно связан с живописцем Франческо ди Джорджо, сначала как ученик, а затем как помощник и друг. В начале своей деятельности Коццарелли создал статую Святого Николая Толентинского для церкви Сант-Агостино в Сиене (1468), а также осуществил живописные работы в 1473—1474 годах, для кассоне и процессионных повозок Оспедале Санта-Мария-делла-Скала в Сиене и написал образ Бога-Отца для Рождественского алтаря, выполненного совместно с Франческо ди Джорджо Мартини в 1475 году (Национальная художественная галерея Сиены).
В 1477 году он отправился с ним в Урбино, где художники работали вместе, в том числе на строительстве герцогского дворца — Палаццо Дукале. Они пробыли там в общей сложности двенадцать лет и вернулись в Сиену в 1489 году.
С 1495 года Джакомо Коццарелли в течение года работал военным архитектором Сиенской республики, расширяя и перестраивая укрепления Монтепульчано. Впоследствии он и Франческо ди Джорджо посвятили себя работам в базилике дель’Оссерванца в Сиене, которая была расширена по приказу Пандольфо Петруччи. Коццарелли создал здесь семейную гробницу Петруччи и внёс значительный вклад в оформление других интерьеров. Около 1507 года, в год смерти Тонди, ректора Оспедале Санта-Мария-делла-Скала в Сиене, он создал его надгробие в атриуме церкви. Для Пандольфо Петруччи он также разработал архитектурные чертежи Палаццо дель Маньифико (Палаццо Петруччи на современной улице Виа деи Пеллегрини в Сиене), дворец, который был завершён в 1509 году, и церкви Кьеза-ди-Санта-Мария-Маддалена фуори Порта Туфи, которая была разрушена в 1526 году во время восстания против наследников семьи Петруччи.
Он умер в Сиене в 1515 году и был похоронен в склепе базилики дель Оссерванца в Сиене.

## Галерея

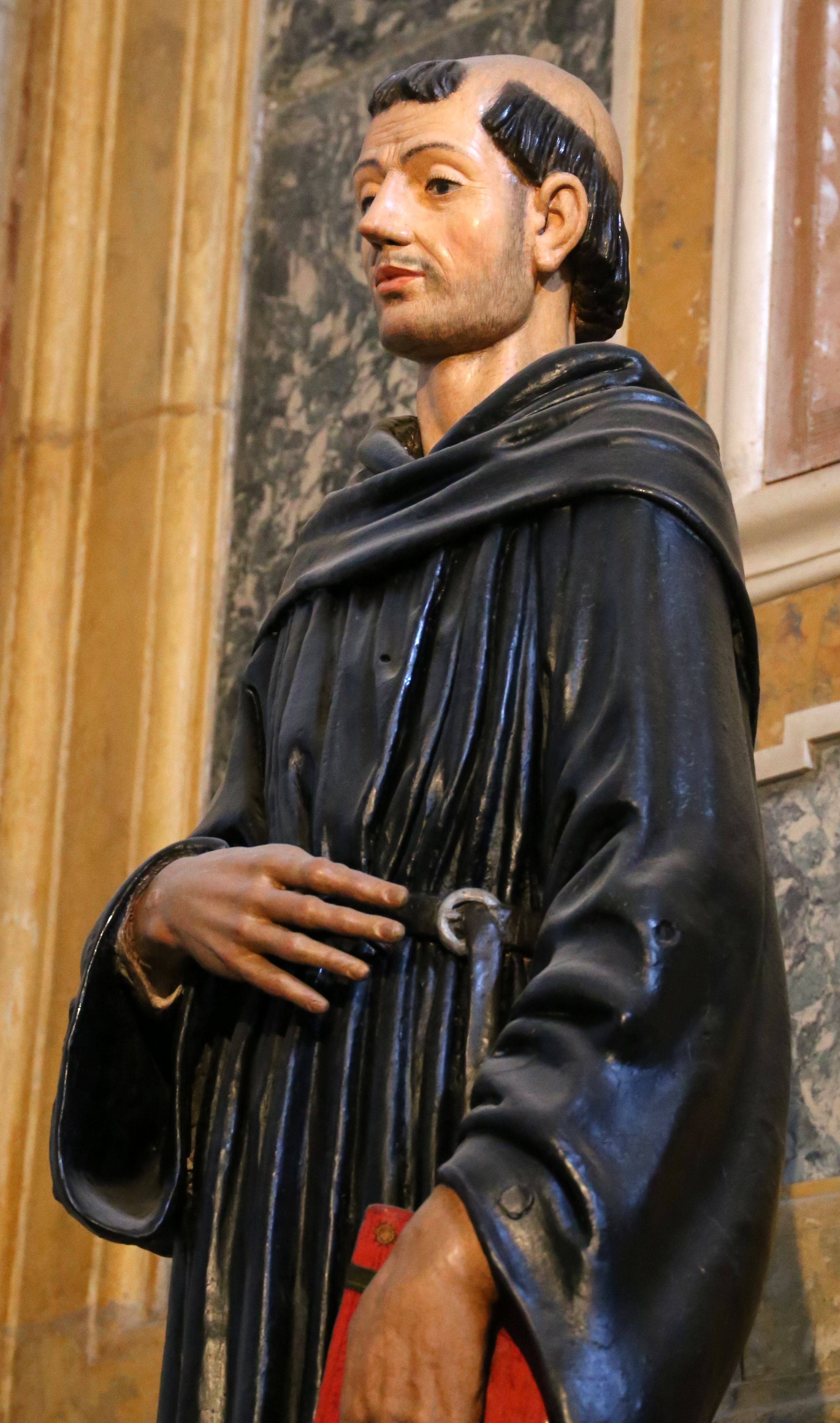
Святой Николай Толентинский. Ок. 1490. Дерево, роспись. Церковь Сант-Агостино, Сиена
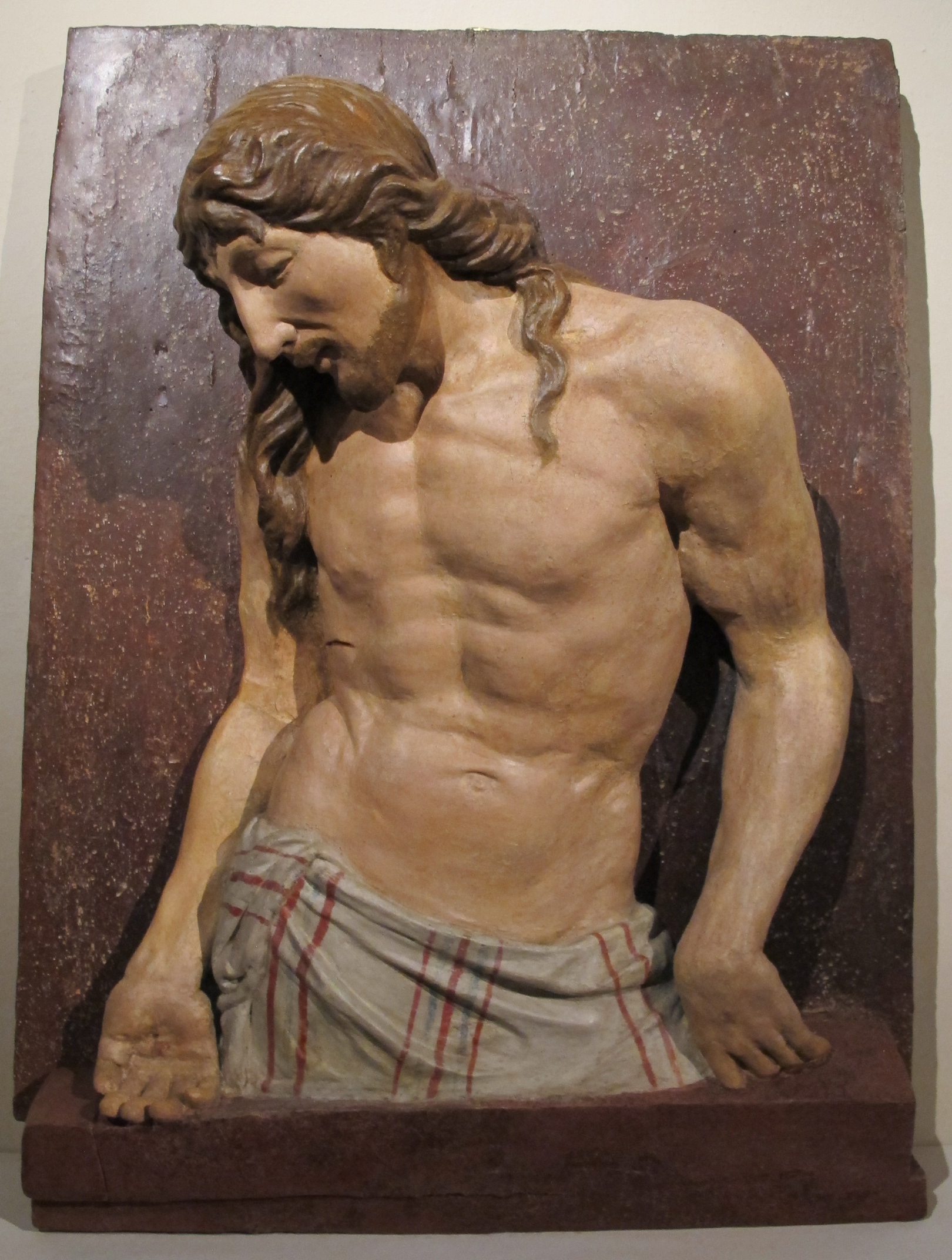
Христос Скорбящий. Дерево, роспись. Национальная пинакотека, Сиена
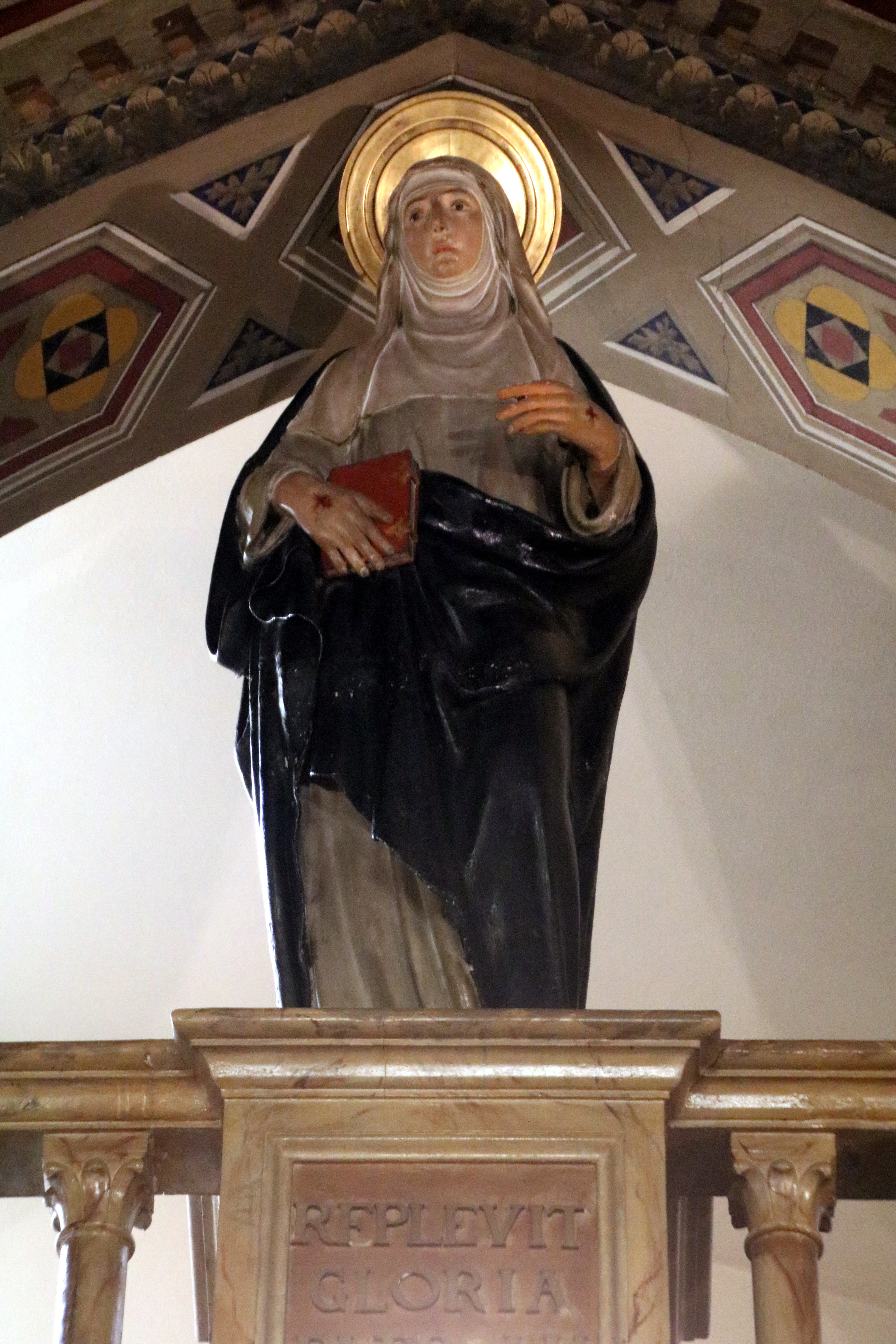
Святая Екатерина Сиенская. Дерево, роспись. Церковь Сан-Джироламо-делле-Абандонате, Сиена
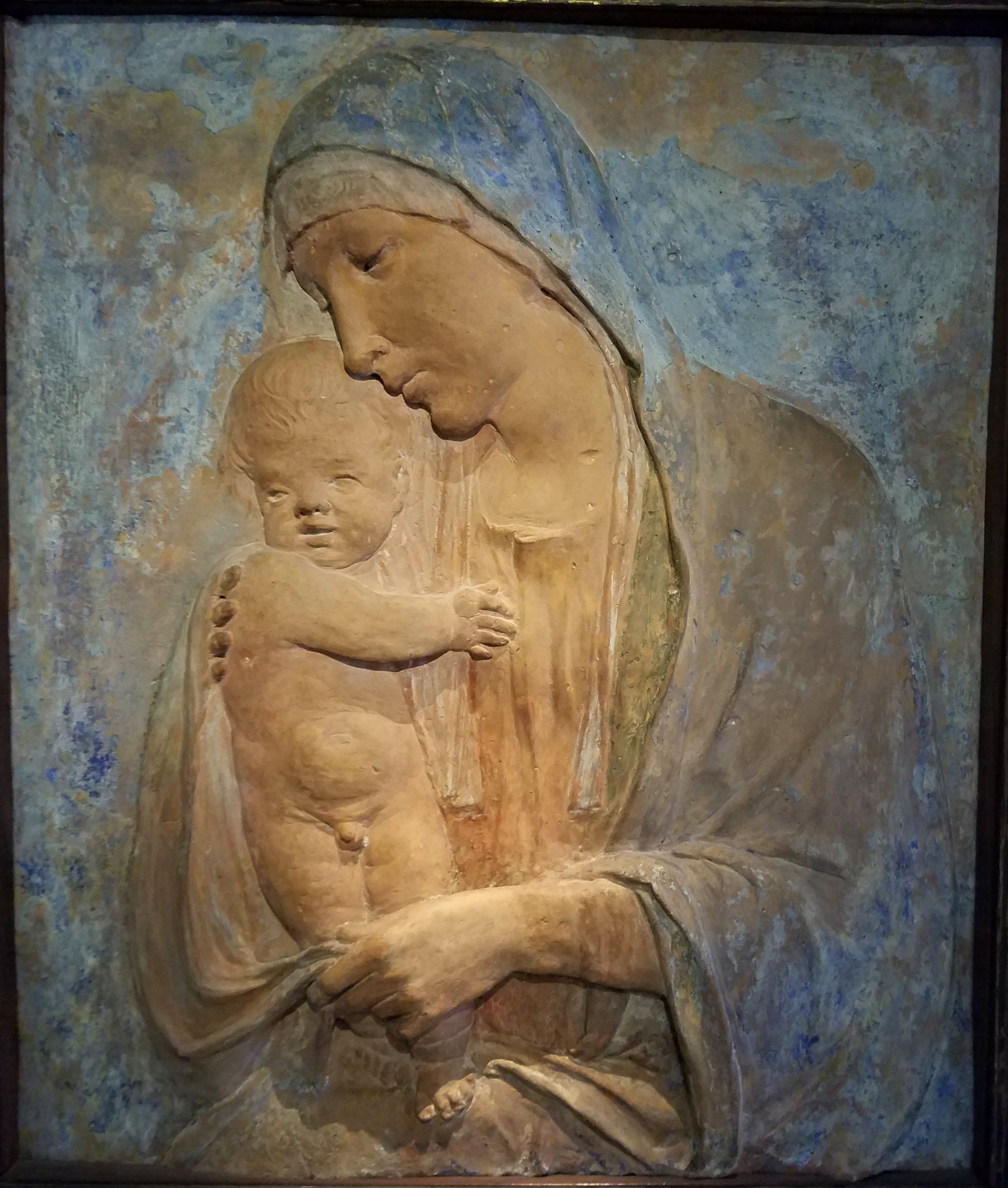
Мадонна с Младенцем (атрибутируется). 1475-1500. Терракота. Коллекция Хайда, Нью-Йорк, США